# Mastercam
Thành lập tại Massachusetts năm 1983,[1] CNC Software, Inc.  là một trong những nhà phát triển phần mềm (CAD/CAM) lâu đời nhất.  Họ là những công ty đầu tiên giới thiệu phần mềm CAD/CAM  cho cả người thiết kế và gia công.. Mastercam,  là phần mềm 2D CAM  chính với các công cụ CAD  giúp người lập trình thiết kế các chi tiết ảo trên màn hình máy tính, và hỗ trợ máy  CNC để gia công các chi tiết đó.  Từ đây Mastercam  phát triển vượt bậc và trở thành gói CAD/CAM  được sử dụng nhiều nhất trên thế giới.[2] CNC Software, Inc.  hiện nay được đặt ở Tolland, Connecticut.
Các thiết lập đường chạy dao hoàn chỉnh của Mastercam bao gồm contour, drill, pocketing, face, peel mill, engraving, surface high speed, advanced multiaxis,  và nhiều tính năng khác— giúp người vận hành có thể cắt chi tiết một cách nhanh và chính xác.  Người dùng Mastercam  có thể tạo và cắt các chi tiết thông qua nhiều hệ điều hành và loại máy CNC,  hoặc họ có thể dùng các công cụ cao cấp của Mastercam để tạo ra các ứng dụng tùy chỉnh.
Mastercam  cũng có tính linh hoạt thông qua các ứng dụng của bên thứ 3 và gọi là C-hooks,  dùng cho các máy chuyên biệt và các ứng dụng riêng.
Mastercam là tên kết hợp giữa master (chuyên gia) và cam là lập trình gia công.
Mastercam product level
Với phiên bản Mastercam X (10),  là ứng dụng hoàn chỉnh trên hệ Windows cụ thể là từ HĐH   DOS.  Và nó cũng có các chuyển đổi trên các hệ điều hành này. Mastercam X2  cung cấp nhiều cải tiến so với bản X. Mastercam  hỗ trợ nhiều loại máy gia công,  với từng cấp chức năng, as  cũng như các add in cho phần thiết kế khối,  gia công 4-axis, và 5-axis.  Danh sách bên dưới thể hiện các ứng dụng và các modul tương ứng của phần mềm này.
- Design— Tạo các hình học 3D,  lên kích thước, nhập và xuất các file không phải của Mastercam CAD (như AutoCAD, SolidWorks, Solid Edge, Inventor, Parasolid, ...).
- Mill Entry— bao gồm Design,  và thêm một số loại đường chạy dao tool path, posting, backplot, verify.
- Mill, Level 1— Bao gồm Mill Entry,  thêm các công cụ tạo mặt,  và một số đường chạy dao thêm,  gia công cao tốc, hiệu chỉnh đường dao, di chuyển và sao chép đường dao, định nghĩa phôi.
- Mill, Level 2—Gồm Mill, Level 1,  thêm một số loại đường dao, chiếu toolpath, surface rough và gia công tinh, surface pocketing,  gia công giới hạn,  kiểm tra mặt.
- Mill, Level 3— Gồm Mill, Level 2,  gia công khung dây 5-axis,  gia công thô và tinh mặt nâng cao, đường chạy dao nhiều trục (multiaxis toolpaths)
- 5-Axis add-on—5-Axis roughing, finishing, flowline multisurface, contour, depth cuts, drilling,  Kiểm tra va chạm nâng cao..
- Lathe Entry— Tạo các hình học 3D,  lên kích thước, nhập và xuất các file không phải của Mastercam CAD (như AutoCAD, SolidWorks, Solid Edge, Inventor, Parasolid, ...).
- Lathe, Level 1— gồm Lathe Entry,  thêm các công cụ tạo mặt,  Tiện trục C,  khai báo phôi,  Các công cụ xem phôi.
- Router Entry— Tạo các hình học 3D,  lên kích thước, nhập và xuất các file không phải của Mastercam CAD (như AutoCAD, SolidWorks, Solid Edge, Inventor, Parasolid, ...), một số đường dao, di chuyển đường dao, backplot, verify, posting.
- Router— Gồm Router Entry,  thêm phần tạo mặt, nesting hình học chữ nhật,  các đường chạy dao hỗ trợ, gia công cao tốc, hiệu chỉnh đường dao, di chuyển đường dao, khai báo phôi.
- Router Plus— Gồm Router,  và thêm một số đường dao khác, toolpath projection, surface rough và finish, surface pocketing, containment boundaries, check surfaces.
- Router Pro— Gồm Router Plus,  True Shape geometry nesting, 5-axis toolpath, multiple surface rough và finish, multiaxis toolpaths, toolpath nesting.
- Wire— Tạo hình học 2D và 3D,  ghi kích thước, đường cắt dây 2-axis và 4-axis,  thư viện tùy chỉnh, tabs.
- Art— Thiết kế nhanh 3D,  chuyển từ 2D sang 3D, shape blending,  chuyển các file thiết kế nghệ thuật 2D  thành các hình học có thể gia công,  kèm theo là cách tạo dao nhanh,  chiến lược chạy dao thô và tinh, mô phỏng gia công. cutting.

Các sản phẩm Router được dùng cho ngành chế biến gỗ, những nó cũng tương tự như phần Phay.